# Devonian
Die Devonian (I) war ein 1900 in Dienst gestellter Transatlantikdampfer der britischen Reederei Leyland Line, der im Passagier- und Frachtverkehr zwischen Großbritannien und der USA eingesetzt wurde. Am 21. August 1917 wurde das Schiff von einem deutschen U-Boot versenkt.

## Das Schiff
Das 10.435 BRT große aus Stahl gebaute Dampfschiff Devonian wurde auf der Werft Harland & Wolff im nordirischen Belfast gebaut und lief am 28. Juni 1900 vom Stapel. Das 173,7 Meter lange und 18,1 Meter breite Passagier- und Frachtschiff hatte einen Schornstein, vier Masten und einen einzelnen, vierblättrigen Bronze-Propeller und wurde von Dreifachexpansions-Dampfmaschinen angetrieben, die 847 nominale PS leisteten und eine Höchstgeschwindigkeit von 14 Knoten ermöglichten. Die Passagierunterkünfte waren für 135 Reisende der Ersten Klasse ausgelegt. In den Laderäumen konnten etwa 20.000 Tonnen Fracht verladen werden. Die Devonian war das Schwesterschiff der bereits 1899 in Dienst gestellten Winifredian (10.405 BRT).

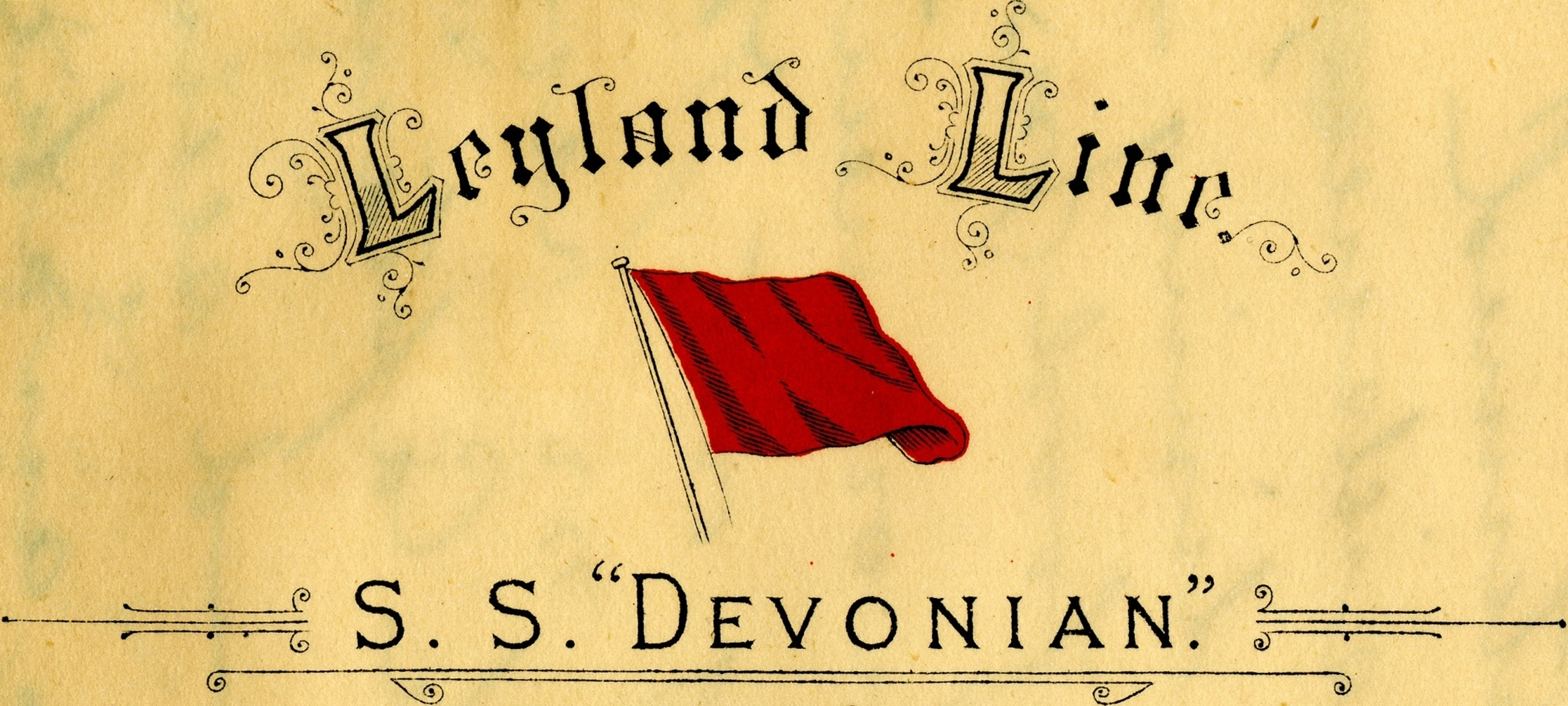
Briefkopf der Devonian, Juni 1912.

Am 6. September 1900 wurde die Devonian fertiggestellt und lief wenige Tage später zu ihrer Jungfernfahrt von Liverpool nach Boston aus. Sie war das bis dahin größte Schiff der Leyland Line. Die Devonian verfügte über einen Doppelboden, zehn wasserdichte Schotten und Ballasttanks mit einer Kapazität von 4384 Tonnen. Im Unterdeck konnten bis zu 850 Tiere wie Rinder oder Pferde mitgeführt werden. Auf dem Brückendeck befand sich der Speisesaal, der mehr als 100 Personen fassen konnte. Auf dem Promenadendeck waren der Rauchsalon, der Musiksalon und die Bibliothek zu finden. Auf dem Schutzdeck befanden sich ausschließlich Passagierkabinen.
Im Oktober 1913 nahm die Devonian neben anderen Schiffen an der Rettung der Passagiere des brennenden Ozeandampfers Volturno teil und nahm dutzende Menschen auf.
Im Oktober 1914 machte die Devonian Schlagzeilen, weil eine ehemalige Titanic-Stewardess während einer Überfahrt von Liverpool nach Boston von Bord des Schiffs in den Tod sprang. Am Abend des 9. Oktober geriet der Dampfer in dichten Nebel, weshalb die Besatzung das Nebelhorn betätigte. Die 49-jährige Annie Robinson befand sich als Passagierin an Bord, um in den USA ihre verheiratete Tochter zu besuchen. Offiziere der Devonian berichteten, dass Robinson wegen des Nebelhorns in Panik geriet und aus Angst vor einem weiteren Schiffsunglück über Bord sprang. Ihre Abwesenheit wurde erst am folgenden Tag bemerkt. Robinsons Leiche wurde nie gefunden.

## Versenkung
Am frühen Morgen des 21. August 1917 lief die Devonian mit gewöhnlicher Fracht unter dem Kommando von Kapitän Alfred William Vincent  Trant zu einer weiteren Überfahrt von Liverpool nach Boston aus. Passagiere waren nicht an Bord. Wenige Stunden nach dem Auslaufen wurde der Dampfer 20 Seemeilen nordöstlich von Tory Island vor der Küste der irischen Grafschaft Donegal von dem deutschen U-Boot U 53 (Kapitänleutnant Hans Rose) durch Torpedobeschuss versenkt. Zwei Besatzungsmitglieder  starben, der Schiffszimmermann und sein Gehilfe.